# Canal+ Sport 2
Canal+ Sport 2 – polskojęzyczna stacja telewizyjna, której nadawcą jest Canal+ Polska SA, jeden z dwunastu dostępnych w Polsce kanałów spod znaku francuskiej sieci Canal+. Kanał został uruchomiony 11 maja 2015 roku.
Nazwę Canal+ Sport 2 nosił już kanał nadawany od 13 listopada 2004 do 30 lipca 2011, który następnie został przekształcony w Canal+ Gol (do 5 kwietnia 2013), Canal+ Family 2 (do 11 maja 2015) i nadawany obecnie na falach dawnego kanału o tej samej nazwie Canal+ 1. Kanał nadaje w godzinach 6:00-3:00